# Triphoreae
Triphoreae je tribus orhideja, dio potporodice Epidendroideae. Postoje dva podtribusa; tipični rod je Triphora Nutt. s 23 vrste iz Sjeverne i Južne Amerike.

## Podtribusi i rodovi
Tribus Triphoreae Dressler
1. Subtribus Diceratostelinae (Dressler) Szlach.
  1. Diceratostele Summerh. (1 sp.)
2. Subtribus Triphorinae (Dressler) Szlach.
  1. Triphora Nutt. (24 spp.)
  2. Monophyllorchis Schltr. (4 spp.)
  3. Pogoniopsis Rchb.f. (2 spp.)
  4. Psilochilus Barb. Rodr. (19 spp.)